# BASF
A BASF (inicialmente Badische Anilin- und Sodafabrik; lit.  "Fábrica de Anilina e Soda de Baden"), é uma empresa multinacional alemã e a maior produtora de produtos químicos do mundo, fundada em abril de 1865 em Mannheim pelo ourives e empresário Friedrich Engelhorn para produzir corantes sintéticos para tecidos.
A BASF é a maior empresa da indústria química mundial, com um volume de vendas de 60 mil milhões (português europeu), 60 bilhões (português brasileiro) de euros, em 2017, a partir de 113 mil colaboradores da companhia, nos mais de 390 unidades de produção em mais de 80 países.
Em 2022, a empresa ocupou a centésima-nona posição entre as 500 maiores empresas do mundo, ranking elaborado pela Revista Fortune.

## História

### 1865 até 1945

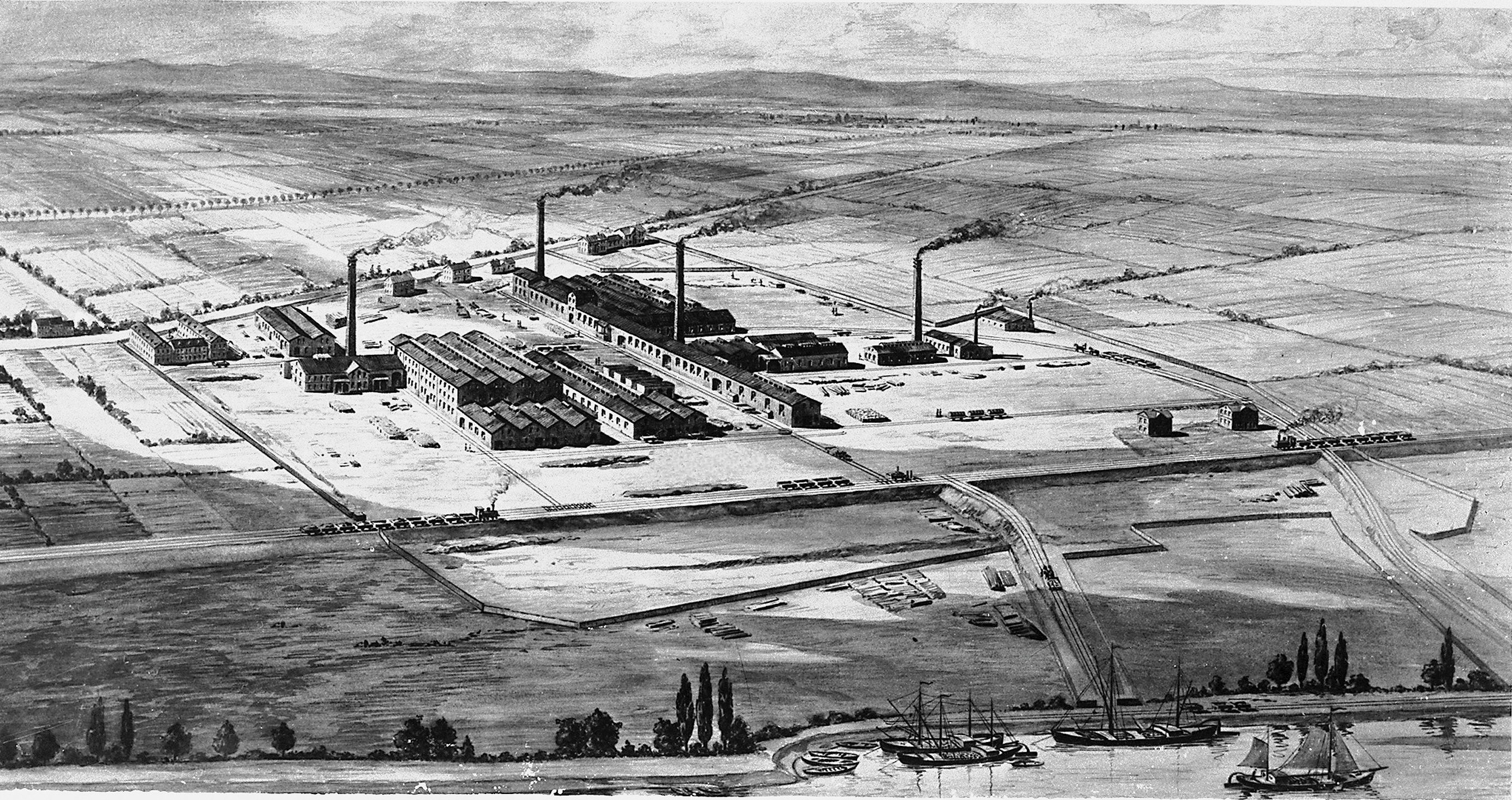
Fábrica da BASF em Ludwigshafen em 1865.

O primeiro produto da empresa foi o corante de anilina. A segurança no trabalho e os cuidados com a saúde, assim como a construção de residências para os funcionários, estabeleceram as bases para uma abrangente tradição de política social. O primeiro médico da empresa foi contratado em 1866. Pouco depois, em 1871, a empresa lançou o corante vermelho alizarina, derivado da raiz da garança e usado principalmente para tingir algodão. Instalações de produção e escritórios de vendas são criados no exterior: em Nova York, em 1873; em Butirki, perto de Moscovo (português europeu),  Moscou (português brasileiro), em 1877; e em Neuville-sur-Saône, França, em 1878.
Em 1880, o empregado da BASF, Adolf von Baeyer, sintetizou o índigo (corante azul empregado no jeans), possibilitando a produção do tecido em escala industrial, que ocorreria em 1897, após anos de pesquisas. O investimento para desenvolver a técnica de sintetizar o corante azul consumiu 18 milhões de marcos, cifra superior ao capital nominal da empresa na época. Em 1901, ocorreu outra invenção pioneira, a introdução do corante Idanthrene (conhecido como azul indantreno), cujas principais características eram a rápida secagem e aderência. O século XX começou com uma nova etapa de expansão da BASF, a partir da invenção de um processo para a sintetização de nitrogénio destinada a produção de adubos.
Capitalizando em cima das descobertas dos químicos alemães F. Haber e C. Bosch, a partir do século XX a passou a ser possível produzir amónia em escala industrial, permitindo à BASF expandir o seu portfólio de produtos, que passou a contar, por exemplo, com fertilizantes. Durante a Primeira Guerra Mundial a BASF produziu também explosivos, pólvora, e gases tóxicos para o exército alemão.
No rescaldo da primeira guerra mundial, a BASF vê-se fundida com outras cinco empresas, incluindo a conhecida Bayer, dando origem a uma entidade de nome  IG Farben (Associação de Interesses da Indústria de Tintas). A IG Farben colaborou com o regime nazi, assim como diversas outras empresas, em busca do aproveitamento dos prisioneiros dos campos de concentração como mão de obra escrava em suas fábricas, mas também por via do fornecimento do gás utilizado nas câmaras de gás usadas pelos nazis. Esse gás fora originalmente produzido com o intuito de servir como inseticida, mas acabou adaptado para o uso nas câmaras de extermínio.
A BASF fazia parte da corporação mais poderosa da Alemanha, a IG Farben, um conglomerado de empresas formado em 1925, juntamente com a Bayer, a Hoechst e outras empresas químicas e farmacêuticas alemãs, durante a Primeira Guerra Mundial. A IG Farben deteve um monopólio quase total da produção química na Alemanha nazi. Farben significa em alemão "tintas", "corantes" ou "cores" e inicialmente muitas destas empresas produziram tinturas, mas em breve começaram a dedicar-se a outros sectores mais avançados da indústria química. Com a contrapartida de apoio para sua expansão e o investimento em uma tecnologia estratégica para suas empresas, o cartel doou 400 mil marcos para a campanha que ajudou a nomear Adolf Hitler chanceler, além de desenvolver uma borracha sintética, combustíveis de alta performance (utilizados pelo exército alemão), óleo combustível e ainda o famigerado Ziklon-B (gás usado para matar milhões de pessoas nas câmaras de extermínio). Segundo a obra "IG Farben - From Anilin to Forced Labor", as fábricas da corporação utilizavam, assim como outras empresas no Japão, trabalhadores forçados como cobaias em seus experimentos com novos medicamentos e vacinas.

### Pós-guerra

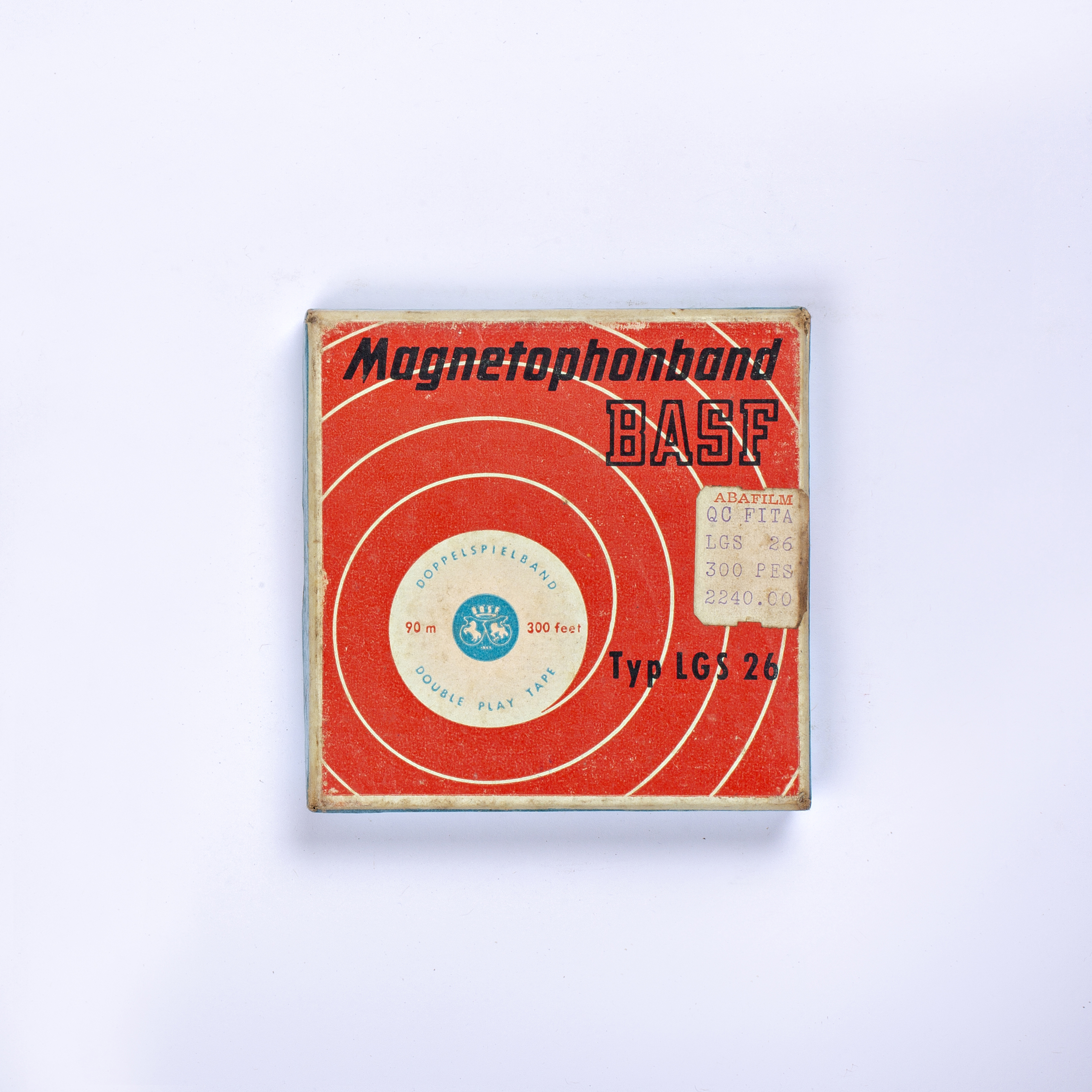
Fita de gravação da BASF.

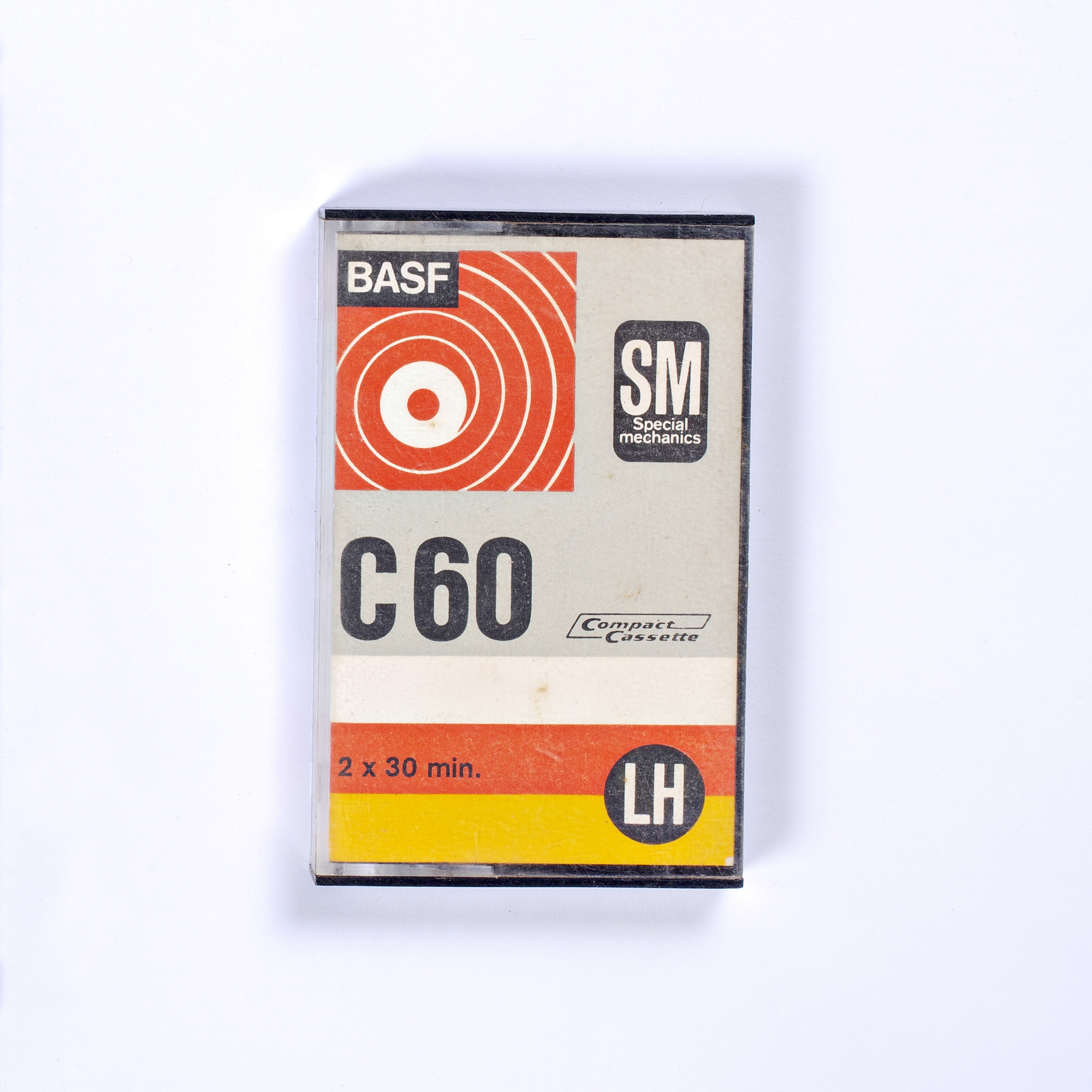
Fita cassete da BASF.

No ano de 1945, as tropas aliadas tomaram o icónico complexo de Ludwigshafen, o qual já tinha sido previamente bombardeado pela aviação. Os stocks de químicos encontrados foram totalmente confiscados. Nesse mesmo ano a IG Farben foi dissolvida enquanto empresa. Sete anos depois, em 1952, onze empresas foram criadas a partir do legado em ruínas da IG Farben, das quais se destacam nomes atualmente bem conhecidos como a AGFA, a Bayer, a Hoechst AG, e a BASF. No novo arranque a BASF concentrou-se no negócio da produção de plásticos. Porém, as décadas seguintes viriam a ser marcada pelo alargamento das áreas de atividades, acompanhada pela expansão da empresa até atingir o estatuto de empresa global.

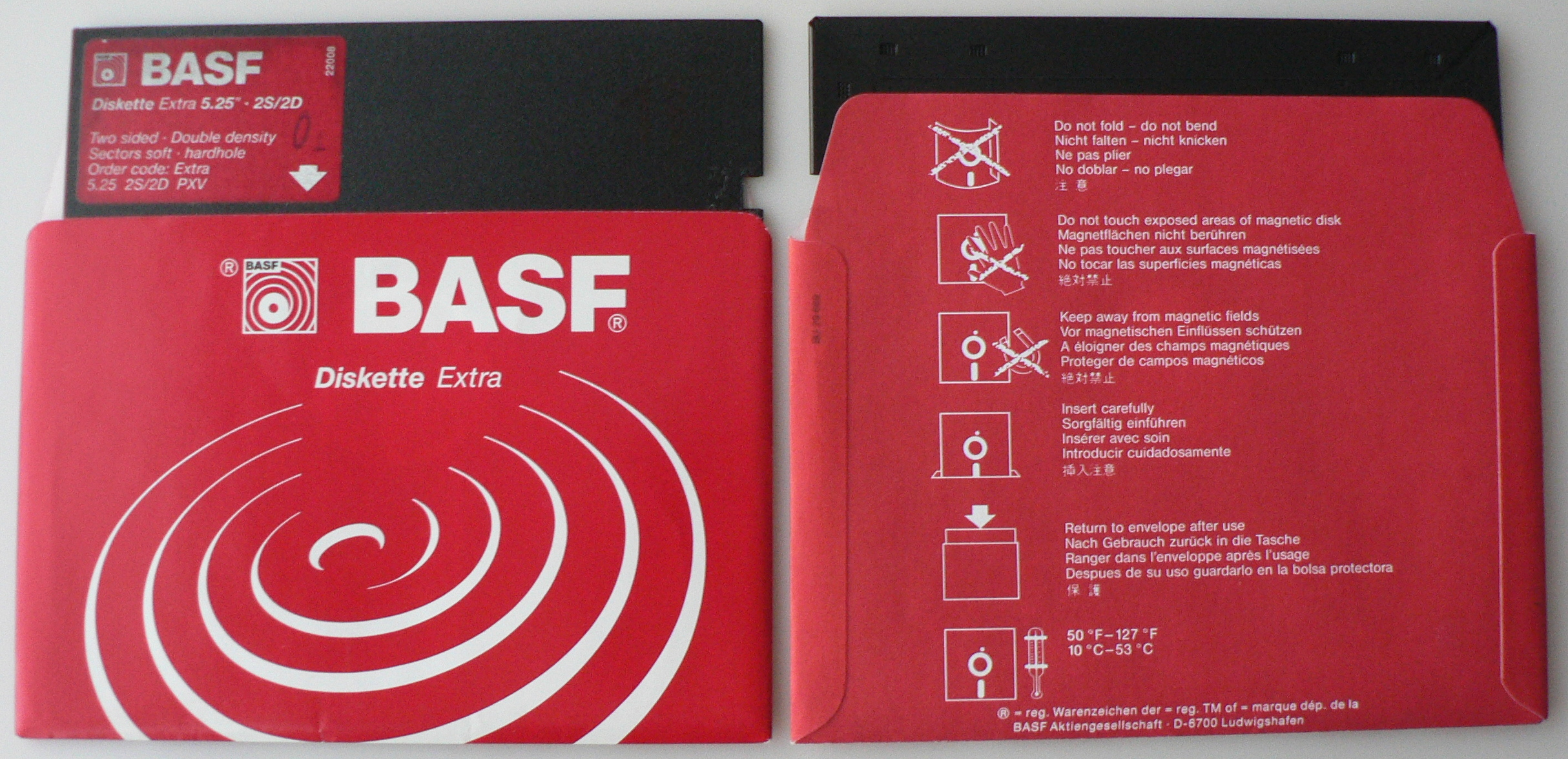
Disquete da BASF.

Desde 2000, as ações da BASF são cotadas também em Nova York e, desde 2001 a multinacional alemã se tornou o maior investidor estrangeiro do setor químico na China. Em 2002, a BASF reunia 114 empresas, com fábricas em 39 países, empregando quase 90 mil trabalhadores, aproximadamente 10% deles atuavam na área de pesquisa e desenvolvimento de tecnologias. Em 2008, a BASF lançou a campanha global “Putting Future into Textiles” («Colocando o futuro nos tecidos»), tendo como base: consumo consciente, preservação de recursos naturais e proteção climática. Em 2014, ao completar 150 anos, a BASF adotou um novo posicionamento global amparado pelo slogan “We Create Chemistry” («Nós criamos a química»). Além disso, lançou o Creator Space, uma plataforma online para integrar sociedade, empresários e cientistas de todo o mundo em busca de soluções nas áreas de produção de alimentos, urbanização e energia. Em relação à agricultura, o foco a partir de 2015 é melhorar a produção de alimentos para combater a fome no mundo e também otimizar o uso da água, problema que tem despertado preocupação em todos os continentes. Em seus laboratórios centralizados na Alemanha uma grande rede de cientistas em parcerias com universidades testam novas combinações de fungicidas, pesticidas e herbicidas para que as safras se desenvolvam bem em situações limites. Para isso, estudam os impactos ambientais em diversos níveis, tentando caminhar para uma tecnologia cada vez mais sustentável.